# Phyteuma rupicola
Phyteuma rupicola là loài thực vật có hoa trong họ Hoa chuông. Loài này được Braun-Blanq. miêu tả khoa học đầu tiên năm 1945.